# آلفرد دیکین
آلفرد دیکین (انگلیسی: Alfred Deakin؛ ۳ اوت ۱۸۵۶ – ۷ اکتبر ۱۹۱۹) یک سیاست‌مدار و دیپلمات اهل استرالیا بود که سه مرتبه به نخست‌وزیری استرالیا برگزیده شد.